# Taquarussu
Taquarussu är en kommun i Brasilien.   Den ligger i delstaten Mato Grosso do Sul, i den södra delen av landet, 1 000 km sydväst om huvudstaden Brasília. Antalet invånare är 3 512.
Omgivningarna runt Taquarussu är huvudsakligen savann. Runt Taquarussu är det mycket glesbefolkat, med 3 invånare per kvadratkilometer.